# Arsenal Real da Marinha de São Salvador

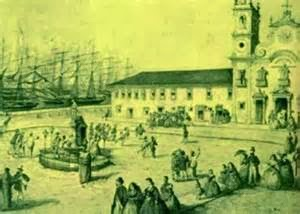
O Arsenal Real de São Salvador

O Arsenal Real da Marinha de São Salvador eram as antigas instalações de construção, manutenção e reparação naval da Marinha Portuguesa localizadas em Salvador. Foi considerado o mais importante arsenal no Brasil, continuou sendo até meados do século XIX.